# امپایر سیتی (اکلاهما)
امپایر سیتی(به انگلیسی: Empire City) شهری در ایالت اکلاهما کشور ایالات متحده آمریکا است که جمعیت آن در سرشماری سال ۲۰۱۰ میلادی، ۹۵۵ نفر بوده‌است.